# Pere Riba
Pere Riba Madrid (7 de abril de 1988, Barcelona) es un exjugador de tenis español. En 2010 ingresó por primera vez entre los 100 primeros de la clasificación de individuales de la ATP. 
Hijo de Pere Riba y María Rosa Madrid y hermano mayor de Mercè Riba, empezó a jugar a tenis a los seis años en el club deportivo Trébol, con su padre, su tío y su primo mayor. Así, con tan solo 8 años tuvo sus primeros logros en la categoría del campeonato de Cataluña alevín por equipos con el C.D. Trébol, demostrando así sus habilidades en este deporte.
Posteriormente, a los nueve años fichó por el gran club del momento, Bonasport, donde fue entrenado por Miguel Mora y Manolo Orantes, consiguiendo de este modo perfeccionar su tenis y lograr en el 2000 ser campeón individual de diversos campeonatos, tanto en individuales como por equipos a nivel nacional; incluso llegó a disputar la fase final del nike júnior tour internacional en Sudáfrica. En categoría infantil, fue campeón del Nike Junior Tour de Sevilla. Sin embargo, en el Nike Junior Tour disputado en Málaga, Pere llegó a la final, siendo vencido por el número 1 de esa época, Pedro Moreras, por 76-62. A pesar de ello, consiguió un récord ese año: fue el jugador con peor ranking en disputar 2 finales de NJK (récord que en 2006 le quitaría el malagueño Pedro Domínguez).
En el 2003, por primera vez entra en el ranking de los mejores jugadores del mundo ATP, llegando a ser el 1267 y campeón de Cataluña y España en la categoría Sub-15. Un año después, en el 2004, consiguió aumentar su ranking ATP, siendo el 1077, y consiguiendo aún más éxitos a título individual y colectivo como ser campeón de Cataluña Sub-16, campeón de España Sub-16, campeón de Europa por selecciones sub-16, campeón del mundo " Copa Davis Junior" por selecciones sub-16, finalista Máster europeo y clasificado como el número 2 del ranking europeo Sub-16. 
Al siguiente año, en 2005, volvió aumentar su ranking ATP hasta el 909 y como hechos a destacar fue finalista en el Future de Balaguer y cuarto finalista en el Future de Vilafranca. Después de haber participado en varios futures por Cataluña y el resto de España, como el Future de Balaguer, Tarrasa y San Cugat, logró por cuarto año consecutivo aumentar su clasificación ATP hasta el 642. Habiendo trabajado duro durante estos años, en la temporada del año 2007, consiguió aumentar considerablemente su ranking ATP, hasta el 267 participando en torneos más importantes como el Torneo ATP de Umag donde perdió en segunda ronda con el tenista español Carlos Moyá.
En el 2008 continuó manteniendo su nivel, participando en diferentes torneos ATP y jugando por primera vez la fase clasificatoria del Conde de Godó de Barcelona, donde perdió en la última ronda de clasificación. En los años siguientes compitió a niveles más bajos junto con su entrenador el español Edu Grosso. Se retiró en el año 2020. 
Tras retirarse, Riba ha sido entrenador y ha colaborado con diferentes jugadoras del WTA Tour. Entre otras, están Zheng Qinwen, Arantxa Rus y Coco Gauff.
Actualmente es el entrenador de la tenista estadounidense Coco Gauff.